# Міський сквер (парк ім. Андрія Кузьменка, Мукачево)
Міський сквер (парк ім. Андрія Кузьменка) — парк-пам'ятка садово-паркового мистецтва місцевого значення в Україні. Об'єкт розташований на території міста Мукачево Закарпатської області, при вул. Парканія. 
Площа — 2,288 га, статус отриманий у 1972 році.
До 2015 року носив назву «Парк імені Горького».